# Витензон, Жанна Зискиндовна
Жа́нна Зи́скиндовна Витензо́н (род. 26 апреля 1929, Витебск) — советская сценаристка мультипликации, автор книг для детей. 
Одна из наиболее плодовитых авторов мультипликационного кино 1960—1980-х годов.

## Родители
Отец — Зискинд (Александр) Айзикович Витензон, кинодраматург, написал сценарии к полнометражным художественным фильмам («Заноза», «Полесская легенда», «Главный свидетель», «Сибиряки»). Мать — Гита Файвишевна Сапгир, математик, родом из семьи витебских фабрикантов.

## Биография
В 1947—1952 годах — обучалась на филологическом факультете МГУ.
В 1952—1954 годах — работала в Брянском институте усовершенствования учителей.
Автор сценариев мультипликационных фильмов, поставленных на киностудиях «Союзмультфильм», «Киевнаучфильм», «Беларусьфильм», «Узбекфильм», «Мульттелефильм» (ТО «Экран»).
Сотрудничала с режиссёрами Р. А. Качановым, О. П. Ходатаевой, Л. В. Аристовым, С. Л. Аристакесовой, В. Я. Бордзиловским, М. Г. Новогрудской и другими.
Автор детских книг.
Жанна Витензон снималась в документальном сериале «Фабрика чудес» (фильм 2 «Автор сценария»).

## Семья
Сестра — Наталия Зискиндовна Борисова (род. 1940).
Двоюродный брат — Генрих Вениаминович Сапгир, поэт, сценарист и переводчик.

## Фильмография
1. 1956 — В яранге горит огонь
2. 1957 — Храбрый оленёнок
3. 1958 — Золотые колосья
4. 1964 — Светлячок № 5
5. 1965 — Странички календаря
6. 1967 — Варежка
7. 1968 — Орлёнок
8. 1969 — Украденный месяц
9. 1969 — Девочка и слон
10. 1970 — Катерок
11. 1970 — Письмо
12. 1970 — Мальчик и облако
13. 1971 — Три банана
14. 1973 — Василёк
15. 1974 — Играй, моя дудочка
16. 1974 — Олешка белые рожки
17. 1974 — Алёнкин цыплёнок
18. 1974 — Белый верблюжонок
19. 1974 — Велосипедик убежал
20. 1976 — Легенда о старом маяке
21. 1976 — Просто так
22. 1976 — Папа, мама и золотая рыбка
23. 1977 — Наш добрый мастер
24. 1977 — Ходжа Насреддин
25. 1978 — Бумажный змей
26. 1978 — Ссора
27. 1978 — Самолётик
28. 1978 — Честное слово
29. 1979 — Квакша
30. 1980 — Шарик-фонарик
31. 1980 — Почему слоны?
32. 1980 — Свинопас
33. 1982 — Дождик, дождик, пуще!
34. 1982 — За нечаянно бьют отчаянно
35. 1983 — День везения
36. 1984 — Птицелов
37. 1984 — Старик и петух
38. 1985 — Сампо из Лапландии
39. 1986 — Я жду тебя, кит!
40. 1987 — Большое путешествие
41. 1988 — Где ты, мой конь?
42. 1989 — Старинная баллада
43. 1989 — Счастливчик
44. 1990 — Крылатый, мохнатый да масленый
45. 1990 — Коллаж
46. 1990 — Верёвочка
47. 1990 — Самое настоящее приключение
48. 1992 — Приз
49. 1993 — Тредичино

## Призы и иные награды
- «В яранге горит огонь»:
  - Премия за лучший детский фильм на VIII МФ для детей и юношества в Венеции, 1957.
  - Золотая медаль на Международном фестивале молодёжи и студентов в Москве, 1957.
- «Храбрый оленёнок» — почётный диплом на XII Эдинбургском МКФ, 1958.
- «Варежка»:
  - Первая премия за лучший детский фильм на VII МФ анимационных фильмов в Аннеси (Франция), 1967[3].
  - Серебряная медаль в конкурсе детских фильмов на МКФ в Москве, 1967[3].
  - Гран-При «Золотая пластина» и приз Хихона «За высокое качество мультипликации» на X МФ фильмов для детей и юношества в Хихоне (Испания), 1968[3].
  - Первая премия по разделу мультфильмов на III ВКФ в Ленинграде, 1968[3].
  - Лауреат литературной премии «Серебряная обезьяна» (1975, Япония) за сказку «В яранге горит огонь»[2].
  - Благодарность Министерства культуры Российской Федерации (2 декабря 2011 года) — за большой вклад в российскую анимацию, многолетнюю плодотворную работу и в связи со 100-летием мультипликационного кино[4]
  - Национальная анимационная премия «Икар» в номинации «Мастер» (2018).